# الغطس في بطولة العالم للألعاب المائية 2024 – حدث الفرق
أقيمت مسابقة الفرق المختلطة في بطولة العالم للألعاب المائية 2024 في 2 فبراير 2024 في مجمع حمد المائي في الدوحة، قطر. شارك في المسابقة 47 غطاس من 12 دولة، حققت بريطانيا، إنجازا كبيرا في بطولة العالم للألعاب المائية 2024 التي تستضيفها الدوحة، حيث حصلت على الميدالية الذهبية في منافسات الفرق المختلطة، وأظهر توماس دالي وأندريا سبيندوليني سيريكس وسكارليت ميو جينسن ودانيال جودفيلو عملاً جماعياً استثنائياً، حيث جمعوا ما مجموعه 421.65 نقطة لينالوا الميدالية الذهبية، بينما حصلت المكسيك وأستراليا على الميدالية الفضية والبرونزية على التوالي.
وتوج الفريق المكسيكي المكون من غابرييلا أغونديز ، وراندال يلارز ، وجهير أوكامبو ، وأرانزا فازكيز ، والأستراليين كاسيل روسو ، وماديسون . كيني ونيكيتا هينز ولي شيشين .

## الجدول
| التاريخ        | الوقت | حدث   |
| -------------- | ----- | ----- |
| 02 فبراير 2023 | 15:32 | نهائي |

## المكان
| الريان موقع مجمع حمد المائي. | المدينة      | المكان          |
| ---------------------------- | ------------ | --------------- |
| الريان موقع مجمع حمد المائي. | الريان       | مركز حمد المائي |
| الريان موقع مجمع حمد المائي. |              |                 |
| الريان موقع مجمع حمد المائي. | السعة: 2,000 |                 |

## النتائج
بدأ الحدث في الساعة 15:32.
| المركز | البلد            | الغواصون                                                                           | النقاط |
| ------ | ---------------- | ---------------------------------------------------------------------------------- | ------ |
| الأول  | بريطانيا العظمى  | توم دالي سكارليت ميو جينسن دانييل جودفيلو أندريا سبندوليني سيريكس                  | 421.65 |
| الثاني | المكسيك          | جابرييلا أجونديز راندال ويلارز جاهر أوكامبو أرانزا فاسكيز                          | 412.80 |
| الثالث | أستراليا         | كاسيل روسو ماديسون كيني نيكيتا هاينز لي شي شين                                     | 385.35 |
| 4      | ألمانيا          | موريتز ويسمان إيلينا فاسن لينا هينتشيل تيمو بارثيل                                 | 362.05 |
| 5      | الولايات المتحدة | لايل يوست براندون لوشيافو كاترينا يونغ سارة بيكون                                  | 344.75 |
| 6      | إندونيسيا        | أندريان أديتيو ريستو بوترا غلاديس لاريسا جارينا هاجا                               | 330.60 |
| 7      | كوريا الشمالية   | جو جين مي إيم يونج ميونج كو تشي وون كيم هوي يون                                    | 320.85 |
| 8      | إسبانيا          | فاليريا أنتولينو نيكولاس جارسيا كارلوس كاماتشو روسيو فيلاسكيز                      | 310.55 |
| 9      | نيوزيلندا        | ميكالي داوسون إليزابيث روسيل ناثان براون فريزر تافينر                              | 306.40 |
| 10     | إيطاليا          | إدوارد تيمبريتي جوجيو كيارا بيلاكاني إيرين بيسيه ماتيو سانتورو                     | 271.70 |
| 11     | ماليزيا          | كيمبرلي بونج برتراند روديكت ليسيس نور إيليشا رانيا محمد أبرار راج هانيس جايا سوريا | 245.90 |
| 12     | ماكاو            | تشاو هانج يو تشانج هوي هي هيونج وينج لو كا واي                                     | 212.70 |